# Namibe (provincie)
Namibe is de provincie van Angola die in het uiterste zuidwesten van het land gelegen is. De provinciehoofdstad is Moçâmedes die 150.000 inwoners heeft. Namibe is verdeeld in vijf gemeenten:

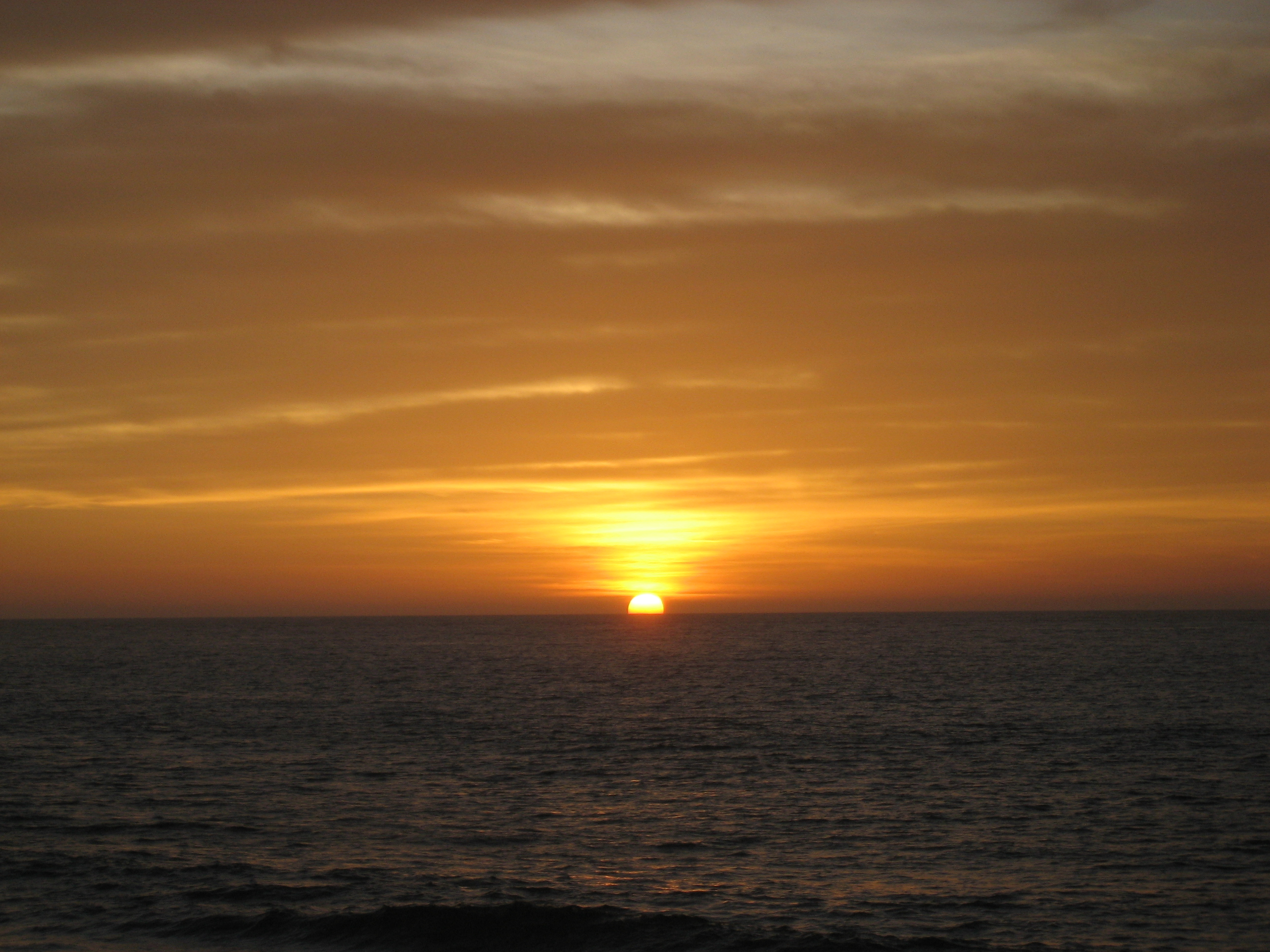
De zonsondergang gezien vanaf het strand nabij de stad Moçâmedes.

- Moçâmedes
- Bibala
- Virei
- Camucuio
- Tômbua

## Geschiedenis
De eerste Portugese kolonisators zetten voet aan land in de regio in 1485. In het verleden heetten zowel de provincie als de hoofdstad Moçâmedes. In 1849 kwamen Brazilianen de streek voor het eerst ontginnen. In 1985 werden de naam van de provincie en diens hoofdstad gewijzigd in Namibe, die geleend werd van de Namibwoestijn die grotendeels ten zuiden van de provincie ligt.

## Economie
In de provincie Namibe worden goud, koper, mangaan, chroom, tin, bruinkool en marmer gedolven.
De landbouw produceert voornamelijk citrusvruchten, olijven, druiven en guaves. Daarnaast wordt ook aan veeteelt met geiten en visvangst gedaan.
Ook ligt in de provincie het Nationaal Park Iona. Dit is het grootste wildreservaat van Angola met een oppervlakte van 15.151 km².